# Rio Gheorghiţeni
O Rio Gheorghiţeni é um rio da Romênia, afluente do Bistriţa, localizado no distrito de Suceava.